# Bummeln

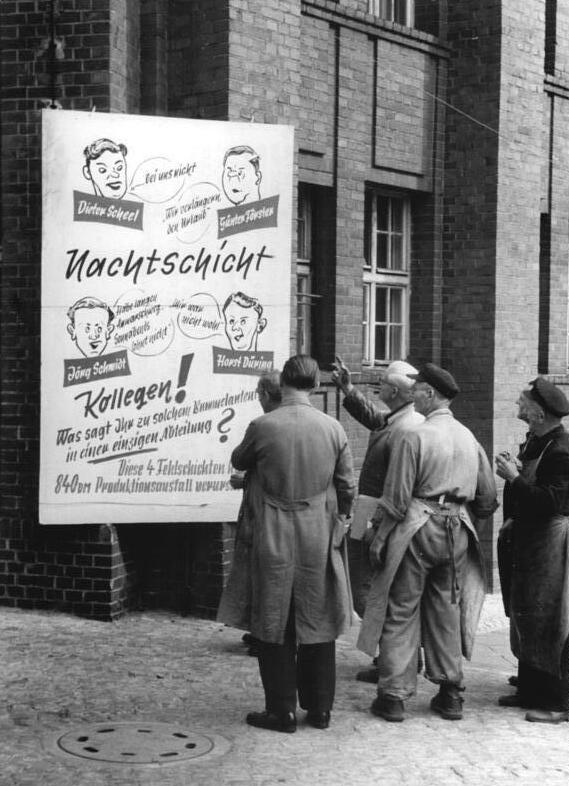
Plakat mit der Aufschrift „Was sagt ihr zu solchem Bummelantentum in einer einzigen Abteilung?“, VEB Großdrehmaschinenwerk „7.Oktober“, Berlin-Weißensee, DDR (1956)

Bummeln ist ein Verb mit zwei unterschiedlichen Bedeutungen:
- für ein nicht zielgerichtetes Gehen, Schlendern, Flanieren
- abwertend im Sinne von langsam arbeiten oder trödeln[1]

## Geschichte
Um 1900 setzte eine deutliche Abwertung des Begriffs mit dem Schimpfwort Bummelant ein.
In der Zeit des Nationalsozialismus wurden der Bummelei bezichtigte Arbeiter in bestimmten Fällen mit Zwangsarbeit und Dienstverpflichtung sanktioniert und ihnen mit Überweisung in ein Konzentrationslager gedroht. Beispiel ist der Maßnahmenkatalog der Betriebsführung der Thyssen-Hütte AG unter Leitung von Walter Eichholz im Zweiten Weltkrieg, der ab 1943 ein abgestuftes Sanktionssystem gegen "Bummelanten" vorsah.
In der DDR wurde Bummelei als Asozialität geahndet und konnte mit Sanktionen belegt werden bis hin zur Einweisung in einen Jugendwerkhof bzw. einer Zwangsadoption.